# Sebastocrator

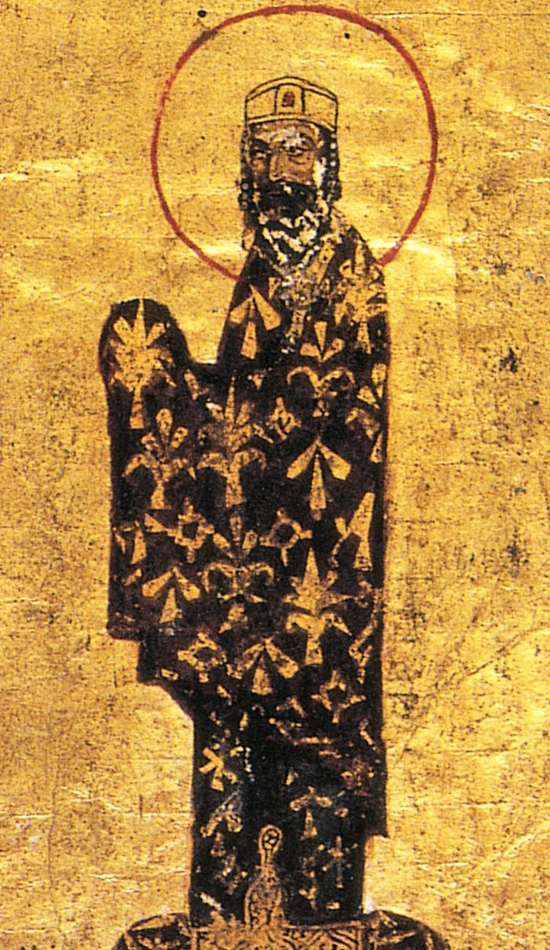
Titlul Sebastocrator a fost creat de împăratul Alexie I Comnenul (domnie 1081–1118)

Sebastokrator sau sebastocrator (în greacă σεβαστοκράτωρ, sebastokrátor; în bulgară și sârbă: севастократор; ambele cuvinte slave se pronunță sevastokrator) a fost un titlu de curte folosit în Imperiul Bizantin târziu, cel mai mare titlu după cel al împăratului. A fost folosit și de alți conducători ale căror state au mărginit Imperiul sau au fost în sfera sa de influență (Țaratul Bulgar, Țaratul Sârb). Este un cuvânt compus din „sebastos” („venerabil”, echivalentul grecesc al latinului Augustus) și din „krátor ” („domnitor”, același element care se găsește în „autokrator”, „împărat”). Soția unui sebastokrator a fost numită sebastokratorissa (σεβαστοκρατόρισσα, sevastokratórissa) în greacă sau sevastokratitsa (севастократица) în bulgară și sevastokratica (севастократица) în sârbă.

## Istorie

### Imperiul Bizantin
Titlul a fost creat de împăratul Alexie I Comnenul (domnie 1081–1118) pentru a-l onora pe fratele său mai mare Isaac Comnenul. Potrivit Anei Comena, Alexie a făcut acest lucru pentru a-l ridica pe Isaac deasupra rangului de Cezar, pe care l-a promis deja cumnatului său, Nikephoros Melissenos. Anna Comnena a comparat rangul de sebastokratōr cu „un al doilea împărat” și, de asemenea, consemnează că, alături de Cezar, un sebastokratōr a primit dreptul de a purta o coroană (dar nu diadema imperială). În timpul dinastiei Comnenilor (1081–1185), titlul a continuat să fie cel mai înalt după cel al împăratului până în 1163, când împăratul Manuel I Comnen a creat titlul de despot. În această perioadă, aceasta a fost dat exclusiv membrilor familiei imperiale, în principal fiilor mai mici ai împăratului. 
După dezmembrarea Imperiului Bizantin de către Cruciada a patra din 1204, titlul a fost adoptat în Imperiul Latin de Constantinopol, Imperiul de la Niceea și Țaratul Vlaho-Bulgar. În Niceea și după 1261, în Imperiul Bizantin restaurat, titlul a rămas unul dintre cele mai înalte demnități ale curții și a fost aproape întotdeauna limitat la membrii familiei imperiale. Ultimul titular cunoscut al titlului a fost Demetrio I Cantacuzino (Δημήτριος Καντακουζηνός, 1343 – 1384), un conducător din Peloponez de la sfârșitul secolului al XIV-lea.

### Costum ceremonial
Conform surselor, culoarea distinctivă asociată titlului a fost albastrul: costumul ceremonial al unui sebastokratōr a inclus ciorapi albaștri și cizme albastre. În jurul anului 1260, conform lui George Akropolites, sebastokratorii care erau membri ai familiei imperiale se distingeau de cei care nu erau deoarece aveau brodați vulturi de aur pe pantofi. Pe vremea lui George Kodinos (Codinus) la mijlocul secolului al XIV-lea, însemnele asociate rangului erau o pălărie skiadion cu roșu și auriu, decorată cu broderii din aur, cu un voal purtând numele purtătorului și pendilium (ornamente) identice cu cele ale unui despotēs. Purta o tunică roșie (rouchon) asemănătoare cu cea a împăratului, dar fără decorațiunile rizai și fără însemnele puterii militare. Mantaua lui (tamparion) nu mai era cunoscută, dar ciorapii erau albaștri; în timpul lui Ioan al VI-lea Cantacuzino (domnie 1347–1354 ), însă, când împăratul i-a ridicat pe cumnații săi Manuel și Ioan Asan  la rangul de Sebastokratori, el le-a permis să poarte tamaria și ciorapi ca cei ai despotilor. Pantofii și ciorapii erau albaștri, cu vulturi brodați cu aur pe fond roșu; iar harnașamentul era, de asemenea, de culoare albastră, cu pătura șeii care avea în plus patru vulturi brodați roșii. Cortul era alb cu decorațiuni albastre. Sebastokratōrul a avut, de asemenea, prerogativa semnării documentelor cu o cerneală albastră specială.

### Bulgaria
Caloian a moștenit titlul posibil de la tatăl său Alexandru Asan (Александър Асен, d. după 1232), fiul lui Ioan Asan I al Bulgariei (domnie 1189–1196).

### Serbia
Acest titlu a fost adoptat și la curtea Serbiei medievale, în timpul dinastiei Nemanjić,de regii și țarii sârbi (1217–1346; 1346–1371). 

## Lista deținătorilor

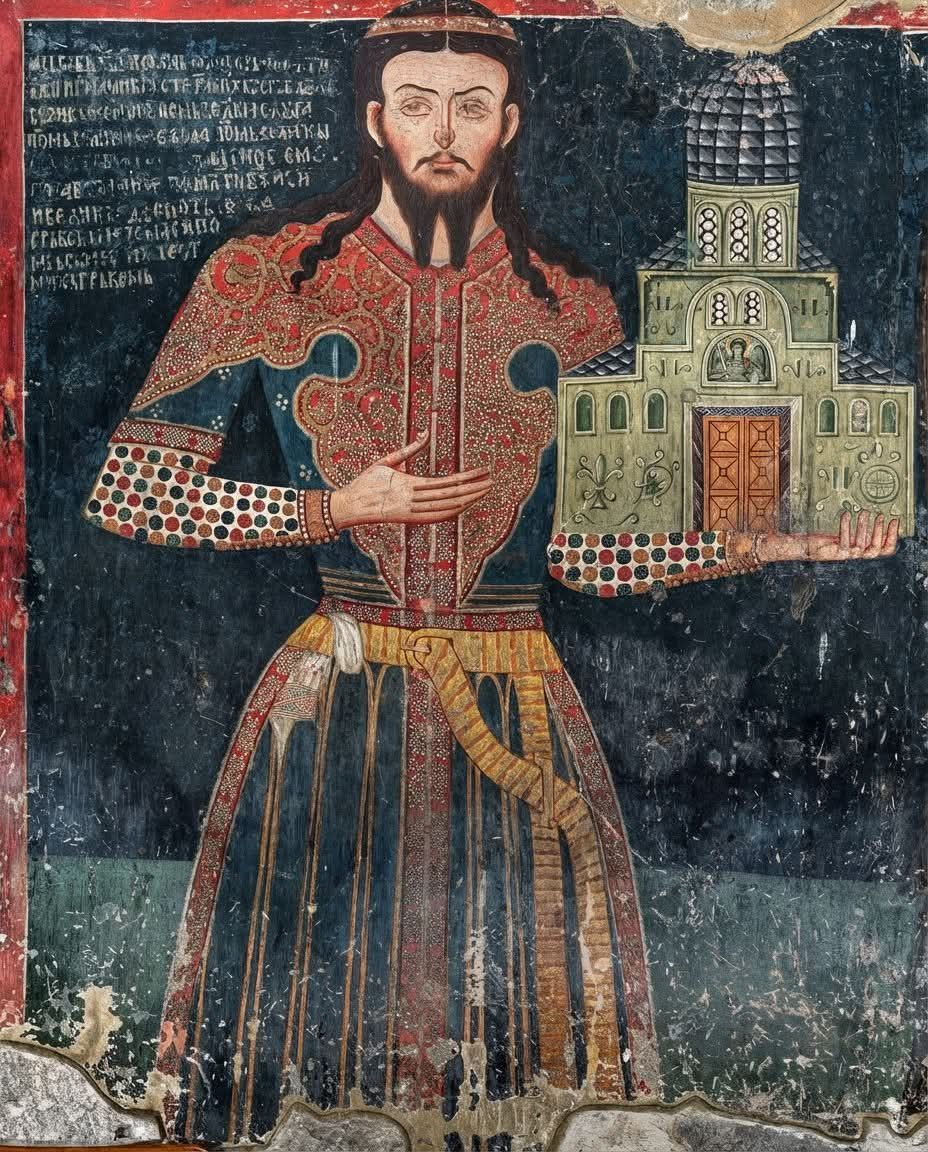
Iovan Oliver Grčinić (sârbă: Јован Оливер Грчинић; ca. 1310-1356)

- Alexandru Asan (decedat după 1232), prinț bulgar
- Caloian (domnie 1259), magnat bulgar, a condus Sredeț (Sofia)
- Dejan (Дејан, domn. 1346-1356), magnat sârb, a condus Žegligovo și Preševo
- Alexie al III-lea Angelos, bizantin
- Ioan Angelos, bizantin
- Sabbas Asidenos, magnat bizantin și niceean
- Conon de Béthune, cruciat francez
- Constantin Dukas din Tesalia
- Ioan Ducas (sebastocrator)⁠(en)[traduceți], bizantin
- Ștefan Gabrielopoulos, bizantin
- Ioan I Dukas al Tesaliei, bizantin
- Ioan al II-lea Dukas al Tesaliei, bizantin
- Demetrio I Cantacuzino, bizantin
- Andronic Komnenosul (fiul lui Ioan al II-lea)
- Isaac Comnenul (fratele lui Alexie I), bizantin
- Isaac Comnenul (fiul lui Alexie I), bizantin
- Isaac Comnenul (fiul lui Ioan al II-lea), bizantin
- Branko Mladenović (Бранко Младеновић, d. 1365), sârb
- Momcil (Момчил, 1305-1345), brigand din Rodopi
- Stefan cel întâi încoronat, sârb
- Iovan Oliver Grčinić (sârbă: Јован Оливер Грчинић; ca. 1310-1356), sârb
- Constantin Paleologul (fratele vitreg al lui Mihail al VIII-lea), bizantin
- Ioan Paleologul (fratele lui Mihail al VIII-lea), bizantin
- Vlatko Paskačić, sârb
- Ioannis Petralifhas (Ἰωάννης Πετραλίφας), bizantin, guvernator al Tesaliei și Macedoniei la sfârșitul secolului al XII-lea - începutul secolului al XIII-lea, cu rang de împărat
- Strez (Стрез, ortografiere originală СТРѢЗЪ, fl. 1207–1214), sebastokrator bulgar și membru al dinastiei Asan, pretendent al tronului bulgar, care s-a opus inițial ascensiunii rudei sale apropiate, țarul Borilă.
- Blasius Matarango (albaneză Vlash Matrënga, sârbă Блаж Матаранго, fl. 1358–1367), nobil albanez, prinț al regiunii Karavasta,  regiunea de coastă din sudul Albaniei, între Durazzo și Valona.
- Vojihna din Drama, tatăl poetei Jefimija